# Ángel Carromero

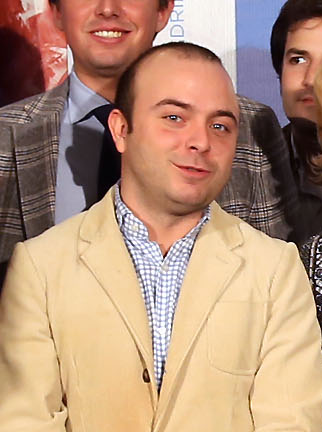
Ángel Carromero (2014)

Ángel Francisco Carromero Barrios (* 12. November 1985 in Madrid) ist ein spanischer Politiker und zugelassener Rechtsanwalt, der als Referent in der Stadtverwaltung von Madrid angestellt ist. Er wurde international bekannt, nachdem ein von ihm gesteuerter Mietwagen am 22. Juli 2012 in Kuba unter umstrittenen Umständen von einer Landstraße abkam, gegen einen Baum prallte und in diesem Zusammenhang der für sein Demokratieengagement mit internationalen Preisen ausgezeichnete kubanische Oppositionspolitiker Oswaldo Payá und dessen Parteifreund Harold Cepero ums Leben kamen. Der in vielen Ländern aufmerksam beachtete Fall erhielt aufgrund zahlreicher unbeantwortet gebliebener Fragen und verschiedener Anschuldigungen hohe politische Relevanz. Er führte zu diplomatischen Verwicklungen zwischen Kuba und Spanien, in die teilweise auch Schweden einbezogen war, das Heimatland Aron Modigs, des Reisebegleiters Carromeros, der bei dem Vorfall ebenso wie Carromero weitgehend unverletzt blieb. Carromero wurde wegen fahrlässiger Tötung zu vier Jahren Haft verurteilt und Ende Dezember 2012 nach Spanien überführt, wo er seit Anfang Januar 2013 im offenen Vollzug den Rest seiner Strafe verbüßte. In Spanien wurde Carromero von vielen Regierungsgegnern öffentlich angefeindet, da der Umgang der Behörden mit ihm sowie die Dotierung seiner Arbeitsstelle als Sondervergünstigung aufgrund seines politischen Engagements in der Regierungspartei interpretiert wurden.

## Politisches Engagement
Carromero ist seit seiner Jugend aktives Mitglied von Nuevas Generaciones („Neue Generationen“, NNGG) der Nachwuchsorganisation der konservativen spanischen Regierungspartei Partido Popular (Volkspartei, PP). Er ist seit 2006 Vorsitzender der NNGG im Madrider Stadtteil Salamanca und seit Oktober 2013 außerdem Generalsekretär (der zweithöchstes Amt nach dem Vorsitz) der Organisation für die Region Madrid, nachdem er zuvor bereits Stellvertreter war. Sein wichtigster Freund und Förderer innerhalb der Partei ist Pablo Casado, von 2005 bis 2013 NNGG-Vorsitzender für Madrid, derzeitiger Abgeordneter im Congreso de los Diputados, ehemaliger Mitarbeiter des Ex-Regierungschefs José María Aznar und Vertrauter der langjährigen Regierungschefin der Region Madrid und Volkspartei-Vorsitzenden für Madrid, Esperanza Aguirre, die beide dem konservativen Parteiflügel angehören. Nachdem Carromero durch die Ereignisse auf Kuba in die Schlagzeilen geraten war, übernahm Casado die Funktion eines inoffiziellen Sprechers der Familie.

## Studium und Berufstätigkeit
Carromero belegte den Doppelstudiengang in Rechtswissenschaften und Betriebswirtschaftslehre an der renommierten Päpstlichen Universität Comillas (UPCo-ICADE) in Madrid, den er jedoch vorzeitig abbrach. Er besitzt einen rechtswissenschaftlichen Studienabschluss (Licenciatura) der Katholischen Universität Ávila (UCAV). Beim Ilustre Colegio de Abogados de Madrid (ICAM), der Madrider Anwaltskammer, ist Carromero als Rechtsanwalt zugelassen. Er übt den Beruf jedoch aktuell nicht aus. Er hat an der Fordham University in New York Kurse in Bankwesen und Internationale Beziehungen besucht. Er war ab Januar 2009 als Mitarbeiter der Stadträtin Begoña Larraínzar der Stadtverwaltung von Madrid angestellt, zunächst als Referent im Bezirk La Latina, von Juni 2011 bis März 2013 als technischer Berater im Bezirk Moratalaz, seitdem als Mitarbeiter der PP-Fraktion im Stadtparlament von Madrid. Carromeros Arbeitgeberin ist seine Parteifreundin Ana Botella die die Stadt Madrid als Oberbürgermeisterin mit absoluter Mehrheit der Volkspartei regiert und mit José María Aznar verheiratet ist. In den spanischen Medien wurde Carromeros Jahresgehalt von knapp über 50.000 Euro im Januar 2013 als in Relation zu seiner Qualifikation überhöht und allein seinem politischen Engagement in der Volkspartei geschuldet kritisiert. Nach Gewerkschaftsangaben unterstützten mehr als 50 Prozent seiner Arbeitskollegen innerhalb der Verwaltung des Stadtbezirks Moratalaz angesichts hoher Entlassungsraten einen an die Bezirksvorsteherin gerichteten Protestaufruf gegen seine Weiterbeschäftigung im öffentlichen Dienst. Sämtliche in der Personalvertretung der Stadtverwaltung von Madrid vertretenen Gewerkschaften unterstützten eine gegen Carromero gerichtete öffentliche Demonstration vor dem Sitz der Bezirksverwaltung von Moratalaz. Im Zusammenhang mit dem prominenten Fall Carromeros und der aktuellen Konjunktur- und Finanzkrise in Spanien wurde in der entstandenen öffentlichen Debatte der Umstand kritisiert, dass speziell in der Verwaltung der seit 23 Jahren von der Volkspartei regierten Stadt Madrid über 200 gut bezahlte Posten von Politikern ohne Ausschreibung vergeben wurden. Eine hohe Zahl der Inhaber dieser mit insgesamt 10 Millionen Euro jährlich dotierten Stellen sind wie Carromero entweder selbst verdiente Mitglieder oder Familienangehörige von Funktionsträgern der Volkspartei. Bis 2010 war Carromero alleiniger Geschäftsführer einer kleinen Investmentfirma, bis ihn seine Mutter in dieser Position ablöste.

## Reise nach Kuba 2012
Am 19. Juli 2012 reiste Carromero nach Kuba, um dort seinen Sommerurlaub zu verbringen. Er reiste gemeinsam mit dem 27-jährigen Schweden Aron Modig, der seit Juni 2011 Vorsitzender des Kristdemokratiska ungdomsförbundet (Christdemokratischer Jugendverband, KDU) war, der Jugendorganisation der schwedischen Kristdemokraterna (Christdemokraten). Gemeinsam wollten sie sich während ihres Urlaubsaufenthalts mit Vertretern der christdemokratischen Bewegung in Kuba treffen und diese unterstützen. Durch die Autofahrt mit zwei Kubanern am 22. Juli, bei der diese unter umstrittenen Umständen starben, wurde Carromero international bekannt.

### Einzelheiten zum geplanten Aufenthalt auf Kuba
Laut Aussagen, die Modig als Untersuchungshäftling am 30. Juli in Havanna kurz vor seiner Ausreise machte, folgte er mit Carromeros Unterstützung Anleitungen seiner Partei, die für die Reise drei Ziele vorsahen: erstens ein Treffen mit dem Anführer der kubanischen Christdemokraten, Oswaldo Payá, um ihm Geld zu übergeben, zweitens ein Erfahrungsaustausch mit jugendlichen Mitgliedern von Payás Bewegung und drittens die direkte Unterstützung und Begleitung Payás beim Transport von einem Teil Kubas in einen anderen. Insgesamt habe er 4000 Euro zur Übergabe an Oppositionelle eingeführt. Dass diese Treffen und Geldübergaben nach kubanischem Recht illegal seien, sei ihm nicht bewusst gewesen, sondern habe er erst in Polizeigewahrsam erfahren. Medienberichte identifizierten die sich seit Jahren offen für die Unterstützung der MCL einsetzende schwedische Nichtregierungsorganisation Kristdemokratiskt Internationellt Center (Christdemokratisches Internationales Zentrum, KIC) als Organisatorin der Reise und Quelle des zu übergebenden Geldes. Modig war bereits 2009 nach Kuba gereist, um sich mit Dissidenten zu treffen, und hatte laut eigener Angaben bereits damals einer Gruppe von Journalisten und einem Wirtschaftswissenschaftler Geld bzw. auch Geräte übergeben. Der Vorsitzende der Nuevas Generaciones und Parlamentsabgeordnete der spanischen Volkspartei Pablo Casado stellte später in Madrid klar, dass Carromero nicht von der Volkspartei nach Kuba entsandt worden war. Casado war fünf Jahre zuvor bereits selbst nach Kuba gereist und hatte sich dort ebenfalls mit Payá getroffen. Die spanische Regierung erklärte auf Anfrage im spanischen Parlament, keine Kenntnis von Carromeros und Modigs Aktivitäten auf Kuba gehabt zu haben. Oswaldo Payás Tochter Rosa María äußerte gegenüber internationalen Medien, dass sie sich am Nachmittag des 20. Juli 2012 mit Carromero und Modig über gesellschaftliche Fragen unterhalten habe, dass es dabei aber weder um Geld noch um irgendwelche Formen ausländischer Einmischung gegangen sei. Über die sämtlich von ihr kontrollierten Massenmedien verurteilte die kubanische Regierung die Treffen Carromeros und Modigs mit Oppositionsvertretern nach dem Tod Oswaldo Payás als kriminelle Agententätigkeit. Die beiden Europäer seien in Aktivitäten verwickelt gewesen, die sich „gegen die verfassungsmäßige Ordnung der Republik Kuba gerichtet“ hätten. Die Behörden erhoben jedoch gegen keinen der beiden Anklage.

### Umstände der Tode Oswaldo Payás und Harold Ceperos am 22. Juli 2012
Am Morgen des 22. Juli holten Carromero und Modig mit einem Mietwagen den mit internationalen Menschenrechtspreisen ausgezeichneten Gründer und Vorsitzenden der oppositionellen Christlichen Freiheitsbewegung („Movimiento Cristiano Libertad“, MCL), Oswaldo Payá, und den MCL-Jugendvorsitzenden Harold Cepero in Havanna zu einer von den Kubanern geplanten Fahrt in den Osten der Insel ab. Nach mehreren Stunden Fahrt befanden sie sich am frühen Nachmittag zwischen den Städten Las Tunas und Bayamo auf der Carretera Central, der Kuba längs durchziehenden Landstraße und Hauptverkehrsachse. Am Fahrtziel Santiago de Cuba war am Abend ein Treffen mit weiteren Anhängern der MCL geplant. Carromero lenkte den Wagen (Hyundai Accent), Modig saß auf dem Beifahrersitz, Payá und Cepero saßen auf der Rückbank. Auf einem nicht asphaltierten Teilstück der Landstraße in der Nähe des Dorfes Las Gabinas, auf dem Bauarbeiten zur Reparatur des Belags durchgeführt wurden, verlor Carromero die Kontrolle über das Fahrzeug, das von der Fahrbahn abkam und schließlich seitlich gegen einen Baum prallte. Fahrer und Beifahrer wurden nur leicht verletzt.

### Ermittlungen und Darstellungen offizieller kubanischer Stellen
Nach offizieller Darstellung handelte es sich um einen gewöhnlichen Verkehrsunfall, bei dem der 60-jährige Payá unmittelbar ums Leben kam und der 31-jährige Cepero wenig später seinen schweren Verletzungen erlag. Obwohl die kubanischen Medien im Allgemeinen nicht über Verkehrsunfälle der Größenordnung von zwei Toten berichten, erschien am 23. Juli in der Tageszeitung Granma, dem Verlautbarungsmedium der Regierung, eine ungewöhnlich ausführliche Nachricht über den Unfall, die anschließend auch im Hörfunk und Fernsehen verlesen und von anderen Medien wörtlich übernommen wurde. Unter der Überschrift „Zwei Menschen sterben bei bedauerlichem Verkehrsunfall in der Provinz Granma“ wurden die genauen Namen und die jeweilige Herkunft der vier Insassen genannt, jedoch ohne die besondere Prominenz der beiden Todesopfer als in der Vergangenheit von der Regierung mehrfach als Verbrecher bezichtigte Oppositionspolitiker zu erwähnen. Die beiden Europäer wurden unmittelbar nach dem Unfall in Polizeigewahrsam genommen, ins Provinzkrankenhaus von Bayamo gebracht, dort untersucht und anschließend über mehrere Tage verhört. 
Am 27. Juli veröffentlichten die Behörden einen in den staatlichen Medien verbreiteten Untersuchungsbericht zum Unfallhergang und zu den genauen Todesursachen. Demnach war die Fahrbahn im fraglichen Abschnitt aufgrund von Rollsplitt sehr rutschig, der zwei Kilometer lange, gerade Reparaturabschnitt jedoch vorschriftsmäßig mit Warnzeichen versehen. Es wurden drei Augenzeugen zitiert, die bestätigten, dass der Wagen mit deutlich überhöhter Geschwindigkeit in die Gefahrenstelle gefahren und kurz darauf von der Fahrbahn abgekommen sei.

### Aussagen Carromeros und Modigs zum Sachverhalt
Die ersten Aussagen Carromeros und Modigs nach dem gewaltsamen Ende der Autofahrt erfolgten in Form von Textnachrichten (SMS) an Freunde in Schweden und Spanien, von denen einige im Februar 2013 von den Angehörigen Payás öffentlich gemacht wurden und deren Inhalt Carromero und Modig anschließend bestätigten. Unter den veröffentlichten Meldungen war eine von besonderem Interesse, die Modig wenige Stunden nach dem umstrittenen Geschehen vom Krankenhaus in Bayamo aus über sein Mobiltelefon mit folgendem Inhalt nach Schweden geschickt hatte: „Ángel sagt, dass jemand versucht hat, uns von der Straße abzudrängen“ („Ángel säger att någon försökte tränga oss av vägen“). Am 30. Juli 2012 veröffentlichten die kubanischen Behörden jedoch einen Videofilm, in dem Carromero und Modig, die sich zu diesem Zeitpunkt in Untersuchungshaft befanden, die bereits zuvor von den Behörden verbreitete Version eines gewöhnlichen Verkehrsunfalls ohne Fremdeinwirkung stützten. Carromero sagte dabei aus, dass er nicht genau sagen könne, wie schnell er im Moment des Unfalls gefahren sei, dass er aber bei seinem letzten vorherigen Blick auf die Geschwindigkeitsanzeige 80 km/h gefahren sei. Außerdem sagte er wörtlich: „uns hat kein Fahrzeug von hinten einen Stoß versetzt“ („a nosotros no nos dio ningún vehículo por la parte trasera“). Nach dem plötzlichen Erreichen eines großen Schlaglochs auf der mit Rollsplitt bedeckten Fahrbahn habe er „die Vorsichtsmaßnahme eines jeden Autofahrers“ getroffen und leicht gebremst. Anschließend habe er die Kontrolle über den Wagen verloren. Er könne sich nicht erinnern, einen Warnhinweis gesehen zu haben. Im selben Video rief er die internationale Öffentlichkeit dazu auf, sich darauf zu konzentrieren, ihm bei der Ausreise aus Kuba behilflich zu sein, anstatt den Unfall, der jedem hätte passieren können, zur Verfolgung politischer Ziele zu missbrauchen. Diese Aussagen widerrief Carromero in einem am 5. März 2013 veröffentlichten Interview mit der Washington Post, in dem er angab, er sei von den kubanischen Sicherheitsbeamten, die ihn mehrere Tage lang verhört und mit intravenös verabreichten, ihm unbekannten Medikamenten ruhiggestellt hätten, mit dem Tode bedroht und zur Stützung der offiziellen Unfall-Version gedrängt worden. In dem Interview gab er weiterhin an, bereits gegenüber der ersten Beamtin der kubanischen Sicherheitskräfte, die ihn im Krankenhaus von Bayamo befragt hatte, ausgesagt zu haben, dass er die Kontrolle über den Wagen verloren hatte, nachdem ihn ein zweiter Wagen von hinten angefahren hatte.
Am 30. Juli wurde Modig, der zu diesem Zeitpunkt noch von den kubanischen Behörden an der Heimreise gehindert wurde, in zwei aufeinanderfolgenden, von Fernsehkameras festgehaltenen Pressekonferenzen präsentiert und erklärte dort auf Nachfrage in der ersten, nichts Unnormales gesehen zu haben, und dann später in der zweiten Konferenz, keine Erinnerung an den Unfallhergang oder ein anderes Fahrzeug zu haben, da er sich zum fraglichen Zeitpunkt im Halbschlaf befunden habe. Er bestätigte, nach dem Unfall vom Krankenhaus aus an verschiedene Personen Textnachrichten verschickt zu haben, er könne sich aber nicht mehr an den genauen Inhalt erinnern. Im Wesentlichen habe er informiert, dass es ihm gut gehe. Kurz darauf durfte er Kuba als freier Mann in Richtung Europa verlassen, während Carromero als verantwortlicher Fahrer des verunglückten Wagens in kubanischer Haft blieb. Nach seiner Rückkehr nach Schweden sagte Modigs Partei eine zunächst angekündigte Pressekonferenz unter Hinweis auf den bevorstehenden Prozess gegen Carromero ab, da Modig seinen Freund nicht in Schwierigkeiten bringen wolle. Einige Tage später sagte Modig zum Thema lediglich noch, weite Teile seiner Erinnerung an den Unfalltag verloren zu haben und nichts zur Aufklärung beitragen zu können. Dies gab er auch in seinem Kondolenzschreiben an die Angehörigen Payás an, das er per E-Mail aus Schweden an Payás Tochter schickte. Später ergänzte er, dass Carromero nach seiner Erinnerung an die Fahrt jedoch nicht leichtsinnig gefahren sei. Der Spanier sei unschuldig und es sei aus seiner Sicht falsch, ihn eines Verbrechens anzuklagen. Im Anschluss an die Äußerungen Carromeros im März 2013, denen zufolge es sich nicht um einen Unfall gehandelt habe, sagte Modig, dass er keine Zweifel an der Darstellung Carromeros habe, ohne jedoch selbst Angaben zum Hergang machen zu können.

### Der offiziellen Darstellung widersprechende Aussagen der Angehörigen Oswaldo Payás

#### Aussagen unter Berufung auf Vertraute Carromeros und Modigs in Europa
Noch bevor der Tod Payás vermeldet wurde, hatte seine Familie am Nachmittag des 22. Juli einen Hilferuf über die vom Exilsitz der MCL in Madrid betreute Webseite der Organisation veröffentlicht. Darin meldete die besorgte Ehefrau Payás, Ofelia Acevedo, dass ihr Mann und Harold Cepero an einem unbekannten Ort seien, nachdem der von ihnen genutzte Wagen absichtlich gerammt worden sei. Zwei „solidarische Freunde“, die die beiden MCL-Mitglieder begleitet hätten, seien mit leichten Verletzungen ins Provinzkrankenhaus von Bayamo eingeliefert worden. Erst in den folgenden Tagen wurde bekannt, dass Payás Familie von Empfängern der Nachrichten von Carromero und Modig in Europa informiert worden war. Mitte August präzisierte Acevedo, sie habe um 15 Uhr zunächst zwei Anrufe erhalten, anschließend eine Text-Nachricht mit folgendem Inhalt: „Es fuhren vier Personen, nur drei von ihnen sind im Krankenhaus, von einem ist nichts bekannt. Zwei Freunde, einer von ihnen bewusstlos, sie wurden gerammt und von der Landstraße abgebracht. Wisst ihr, wer die beiden anderen waren? Von einem ist nicht bekannt, wo er sich befindet.“ Acevedo und ihre Tochter Rosa María Payá gaben in Interviews mit ausländischen Journalisten an, Carromero habe nach Europa durchgegeben, dass ihnen ein Auto gefolgt sei, das sie mehrmals gerammt habe. Dies sei ihnen von einer Freundin in Stockholm sowie gleichlautend von Regis Iglesias, dem exilierten Sprecher der MCL in Madrid, telefonisch berichtet worden. Iglesias präzisierte später, Modig habe die Nachricht an Annika Rigö geschickt, die Direktorin der Organisation KIC in Stockholm und Initiatorin der Kuba-Reise, von ihr sei sie an die in Stockholm lebende Spanierin Cayetana Muriel Aguado weitergeleitet worden. Muriel, Mitglied der schwedischen Christdemokraten und Mitarbeiterin des Kuba-Projekts des KIC, die sich zu diesem Zeitpunkt in Spanien aufhielt, habe sich am selben Abend mit Iglesias und Carlos Payá, dem in Spanien lebenden Bruder des ums Leben gekommenen Dissidenten, am Sitz der MCL in Madrid getroffen und ihnen die Nachrichten gezeigt, die außerdem auch mehrere Mitglieder der spanischen Volkspartei erhalten hätten. Auch Carlos Payá bestätigte später, er habe Text-Nachrichten gesehen, die von Modigs Mobiltelefon aus verschickt worden waren und in denen zu lesen stand: „sie sind uns gefolgt“ und „sie haben uns gerammt“. Noch bevor er vom Schicksal seines Bruders wusste, habe er bei seiner Schwägerin in Havanna angerufen und die Information weitergegeben.
Weder die kubanischen, noch die schwedischen oder spanischen Behörden machten irgendwelche Angaben zur Existenz oder zum Inhalt dieser Nachrichten. Auch die Empfänger der Informationen in Madrid und Stockholm trugen nichts zur Aufklärung bei und blieben anonym. Dies wurde bis zur Rückkehr Carromeros nach Spanien teilweise damit begründet, man habe seine Situation in Kuba nicht verschlimmern wollen. Zum Teil sorgten sie sogar für zusätzliche Widersprüche: María Fuster, für internationale Beziehungen zuständige Parteifreundin Carromeros im Vorstand von Nuevas Generaciones, hatte sich nach eigenen Angaben am Abend vor Modigs und Carromeros gemeinsamen Flug nach Havanna mit beiden in Madrid getroffen, war mit ihnen in Kontakt geblieben und hatte auch am 22. Juli Textnachrichten empfangen. Auf die Frage eines Journalisten im Januar 2013, warum sie am 23. Juli über Twitter-Meldungen verbreitet hatte, das Auto sei „angegriffen“ und die beiden Kubaner seien „ermordet“ worden, stritt sie dies zunächst ab. Nachdem ihr ihre eigenen Meldungen vorgelegt wurden, behauptete sie, sie habe lediglich weiterverbreitet, was im Internet gesagt worden sei. Unmittelbar darauf löschte sie die entsprechenden Meldungen in ihrem Twitter-Konto.
Die Familie Payás wies zudem darauf hin, dass Payá wenige Wochen vor seinem Tod bereits im eigenen Auto (VW-Bus), in dem er am Stadtrand von Havanna gemeinsam mit seiner Frau unterwegs war, von einem schweren Sammeltaxi gerammt worden war. Das Fahrzeug des Ehepaars kippte dabei seitlich um, doch glücklicherweise wurde Payá nur leicht verletzt, während Acevedo unverletzt blieb. In einer E-Mail an seine Brüder im Ausland hatte Oswaldo Payá den Vorfall damals als gezielten Anschlag bewertet, der Taxifahrer sei ein ehemaliger Polizist gewesen, der ihm noch im Krankenhaus gedroht habe, wo Payá nach dem Unfall untersucht wurde. Bei früheren Gelegenheiten seien laut seinem Bruder Carlos am geparkten Wagen bereits heimlich Radmuttern gelockert worden, Oswaldo Payá sei jedoch durch Nachbarn auf die zufällig beobachtete Manipulation hingewiesen worden. Auch nach dem Tod Payás verzeichneten die Angehörigen noch Verfolgungen durch Mitarbeiter der Staatssicherheit, auch bei Autofahrten. Nachdem Carromero bereits nach Spanien zurückgekehrt war, berichtete Carlos Payá, dass ihn ein junger Funktionär der Volkspartei, der vor Carromero nach Kuba gereist war, davon informiert habe, dass er bei einer dortigen Autofahrt ebenfalls gerammt worden sei, den Wagen aber habe kontrollieren können. Carromero sei nicht der erste PP-Vertreter auf Kuba gewesen, der von den Behörden bedroht worden sei. In einem Beitrag im spanischen Radio Onda Cero wies der sicherheitspolitische Experte des Senders auf die Ähnlichkeiten zum tödlichen Autounfall des „Comandante Barbarroja“ Manuel Piñeiro von 1998 hin, eines Begründers der Geheimdienste der kubanischen Revolutionsführung. Es handele sich beim Tod Oswaldo Payás um einen „Geheimdienstklassiker“.

#### Aussagen unter Berufung auf Bekannte der Familie in Bayamo
Des Weiteren berichtete Payás Witwe, ihr seien die Zeugenaussagen weitergegeben worden, die der zuständige Polizeiermittler wenige Stunden nach dem Vorfall im Krankenhaus von Bayamo vorgelesen habe, wobei er von dort anwesenden Bekannten der Familie gehört worden sei. Demnach sei ein roter Lada neben dem kurz darauf von der Fahrbahn abgekommenen Mietwagen gefahren. Die Insassen des Wagens seien die ersten am Unfallort gewesen, einer von ihnen habe mit seinem Mobiltelefon einen Krankenwagen gerufen. Carromero habe die Insassen des Wagens beschimpft, als sie als erste kurz nach dem Aufprall auf ihn zukamen, und er habe gefragt, wer sie seien und warum sie ihnen (den vier Insassen) „dies“ angetan hätten. Diese Aussagen müssten Teil der Ermittlungsakte sein, obwohl sie im späteren Verfahren nicht verwendet wurden. Die Familie wies darauf hin, dass die Bewegungen Payás von den Organen der kubanischen Staatssicherheit (Seguridad del Estado) regelmäßig verfolgt wurden und sie ihn auch unmittelbar vor Antritt der Reise überwacht und beim Verlassen der Stadt beobachtet haben mussten. So hatten die Sicherheitsbehörden unter dem von ihnen im Internet häufig für gegen die Opposition gerichtete Exklusivmeldungen verwendeten Pseudonym „Yohandry Fontana“ am Sonntagmorgen über Twitter die Meldung verbreitet, Payá sei zum Urlaub nach Varadero unterwegs, das Dissidentengeschäft sei ein lockeres Leben. Zum Hintergrund dieser Twitter-Meldung gab es auch später von Seiten der Behörden keinerlei Erklärung. 
Trotz mehrfacher Bitten der Familie Payá erhielt keiner der Angehörigen der beiden Todesopfer die Gelegenheit, auf Kuba mit Carromero oder Modig zu sprechen. Auf Basis der verschiedenen Aussagen, die die Angehörigen Payás aus unterschiedlichen Quellen erhalten hatten und die in wichtigen Punkten im Widerspruch zur offiziellen Darstellung der Geschehnisse stand, formulierten sie gegenüber der Öffentlichkeit mehrere Fragen, darunter: Folgten Mitarbeiter der Staatssicherheit dem Wagen? Falls nein, wer waren die Personen, die nach dem Aufprall zuerst am Ort des Geschehens waren und wer rief den Krankenwagen? Trifft es zu, dass bereits im Krankenwagen ein Gerichtsmediziner anwesend war? Wenn ja, wie kam es dazu? In welchem Zustand befand sich Harold Cepero unmittelbar nach dem Unfall und wer behandelte ihn? Die Forderung der Witwe Payás nach einer unabhängigen Untersuchung der Umstände, unter denen ihr Mann und Harold Cepero ums Leben kamen, stießen in der internationalen Politik auf Unterstützung, unter anderem vom in der CDU/CSU-Bundestagsfraktion für Menschenrechtsfragen zuständigen Abgeordneten Arnold Vaatz.
Im Gegensatz dazu hatte der prominente kubanische Menschenrechtsaktivist Elizardo Sánchez bereits am 23. Juli gegenüber internationalen Medienvertretern gesagt, Informationen, die er von Bekannten aus der Nähe des Ortes des fraglichen Geschehens erhalten habe, deuteten auf einen Unfall. Innerhalb einer Woche, nach Kenntnis der Erklärungen der Familie Payás und der kubanischen Regierung änderte er jedoch seine Meinung und gab an, dass der Fall mit jedem weiteren Aufklärungsversuch der kubanischen Regierung noch undurchsichtiger geworden sei. Sánchez bezeichnete es für die Wahrheitsfindung als notwendig, dass Carromero und Modig in ihre Heimatländer ausreisten, um dort Auskunft zu erteilen. Die kubanische Regierung sei für ihre Manipulationen von Information berüchtigt.

### Carromeros Haftbedingungen auf Kuba
Nach ihrem Gespräch mit Carromero am 1. Januar berichtete Esperanza Aguirre über seine Haftbedingungen auf Kuba, dass er seine Zelle bis zum 14. November 2012 jeweils nur einmal alle zwei Wochen verlassen durfte. Sie stellte dies den Bedingungen für Einzelhäftlinge in Spanien gegenüber, die ihre Zellen täglich für zwei Stunden verlassen dürfen. Sie berichtete weiterhin, dass er während seiner Untersuchungshaft in Bayamo, während der ersten Tage nach dem 22. Juli, über eine intravenöse Infusion unbekannter Substanz zwangsweise ruhiggestellt worden sei, was sie als „Folter“ bewertete. Pablo Casado, der ihn zwei Tage darauf ebenfalls in Segovia besucht hatte, bezeichnete die Erfahrungen der fünfmonatigen Haft Carromeros auf Kuba als „Albtraum“, wobei er die Rechtsunsicherheit und die Anschuldigungen als feindlicher Agent hervorhob. Auch Casado erwähnte die medikamentöse Infusion, die dafür verantwortlich sei, dass Carromero von den ersten zwei Wochen nach den Geschehnissen vom 22. Juli keinerlei Erinnerung habe. Anschließend sei er Haftbedingungen unterworfen worden, die einer „stalinistischen Diktatur“ entsprächen und die ihn „traumatisiert“ hätten. Carromero sei das spanische Gefängnis wie ein „Palast“ vorgekommen. Beim Betreten seiner Zelle habe er erstaunt gefragt: „Hier gibt es Matratzen?“
Über Carromeros Haft in Kuba ist bekannt, dass er nach fünf Tagen in Bayamo in die polizeiliche Untersuchungshaftanstalt „100 y Aldabó“ am Stadtrand von Havanna verlegt wurde. Dieses Hauptquartier des Departamento Técnico de Investigaciones (Technische Ermittlungsabteilung, DTI) des kubanischen Innenministeriums ist insbesondere als Haftanstalt für kubanische politische Gefangene berüchtigt, während ausländische Häftlinge zumindest nach Verurteilung in der Regel im Gefängnis La Condesa untergebracht werden. Nach dem Bekanntwerden von Carromeros Aufenthalt in 100 y Aldabó berichteten mehrere ehemalige Häftlinge den spanischen Medien über die dortigen Verhörmethoden und Haftbedingungen.

### Gerichtsprozess und Verurteilung wegen Totschlags
Am 5. Oktober fand in Bayamo der Prozess gegen Carromero statt. Aus dem Gerichtssaal wurde die Verhandlung unter Einsatz von drei Videokameras in Nebenräume übertragen, in denen 50 akkreditierte in- und ausländische Medienvertreter ihren Verlauf verfolgen konnten, die im Saal selbst nicht anwesend sein durften. Yoani Sánchez, Kuba-Korrespondentin der spanischen Tageszeitung El País und prominenteste Regierungskritikerin Kubas, und ihr Mann Reinaldo Escobar, die den Prozess beobachten wollten, wurden bereits auf der Fahrt von Havanna nach Bayamo aufgehalten und unter dem Vorwurf, den Prozess stören zu wollen, vorübergehend verhaftet. Oppositionsvertreter, darunter die Hinterbliebenen Oswaldo Payás wurden von den Behörden am Zugang zu der als öffentlich bezeichneten Verhandlung gehindert.
Die Staatsanwaltschaft forderte sieben Jahre Haft. Nach dem kubanischen Strafrechtsparagraphen 177 war eine Höchststrafe von zehn Jahren pro Todesopfer, also insgesamt zwanzig Jahre Freiheitsentzug möglich. Der Vorwurf an Carromero lautete, er habe die zulässige Höchstgeschwindigkeit überschritten und ein Warnhinweisschild übersehen. Beide Vergehen wurden von der Verteidigung bestritten. Nach Darstellung der Staatsanwaltschaft betrug seine Geschwindigkeit zu dem Zeitpunkt, als er die Kontrolle über den Wagen verlor, 100 km/h. Nach alternativer Darstellung der Verteidigung, die eigene Gutachter beauftragt hatte, fuhr er zwischen 64 und 83 km/h. Laut Anklage handelte es sich bei dem Straßenabschnitt gemäß der Definition der kubanischen Straßenverkehrsordnung um einen „Erdwall“ („terraplén“), für den eine allgemeine Höchstgeschwindigkeit von 60 km/h gilt, während die Verteidigung argumentierte, es habe sich um ein „Straßenstück ohne Asphaltbelag“ („tramo de vía sin asfaltear“) gehandelt, auf dem 90 km/h zulässig sind. Auch die Position und Kenntlichkeit des einzigen (mobilen) Warnschildes war Gegenstand der Verhandlung. Für die von der Anklage behauptete Position exakt im geforderten Mindestabstand vor der Gefahrenzone gab es keine materiellen Beweise. Die Verteidigung wies zumindest nach, dass es von der Höhe seiner Anbringung sowie seiner Form nicht den international festgelegten Mindestanforderungen entsprach und argumentierte anhand eigener Fotos, dass es sich in einem für ein Warnschild ungeeigneten, unleserlichen Zustand befand.
Die Angehörigen der beiden Todesopfer verzichteten auf die Möglichkeit, sich der Anklage als Nebenkläger anzuschließen. Payás Familie erklärte vor und nach dem Verfahren mehrfach, Carromero für unschuldig zu halten und der Darstellung der Behörden keinen Glauben zu schenken. Die Verhandlung unter dem Vorsitz von drei Berufs- und zwei Laienrichtern dauerte mehr als elf Stunden. Zu Beginn des Prozesses drückte der Angeklagte sein großes Bedauern über den „unglücklichen“ Tod der beiden Kubaner aus, beschrieb den Unfallhergang aus seiner Sicht und erklärte sich für nicht schuldig.
Die von Payás Angehörigen öffentlich gestellten konkreten Fragen zu den Unfallumständen blieben sowohl während als auch nach dem Prozess unbeantwortet, auch auf die von den Überlebenden am Tag des Geschehens nach Europa kommunizierten Informationen wurde nicht eingegangen. Die eventuell als Beweismittel verwendbaren Mobiltelefone sowie die Digitalkamera Oswaldo Payás wurden weder im veröffentlichten Untersuchungsbericht noch im Prozess erwähnt und wurden der Familie von den Behörden trotz öffentlicher Aufforderungen auch nach dem Prozess nicht ausgehändigt. Nach Angaben der Familie hatte Payá rund zwei Monate vor seinem Tod als Schutzmaßnahme begonnen, ihn überwachende und verfolgende Mitarbeiter der Staatssicherheit mit einer kleinen Videokamera zu filmen, um die von ihm häufig beklagten Beschattungen und Drangsalierungen besser belegen zu können.
Am 15. Oktober verkündete der Richter den Schuldspruch mit dem Strafmaß von vier Jahren Freiheitsentzug.

## Carromero als Gegenstand der spanisch-kubanischen Diplomatie

### Bis zur Verurteilung
Bereits unmittelbar nach den Todesfällen hatte das spanische Außenministerium die verschiedenen Regierungsinstitutionen und Mitglieder der Volkspartei um größtmögliche Zurückhaltung bei der Kommentierung des Falles Carromero und der angespannten spanisch-kubanischen Beziehungen gebeten. Dabei wurde angeführt, dass Äußerungen sich schädlich für Carromero auswirken könnten. Außer der drohenden Verurteilung zu einer mehrjährigen Haftstrafe wegen fahrlässiger Tötung im Straßenverkehr bestand das Risiko eines zusätzlichen Prozesses wegen der schwerer wiegenden Vorwürfe der politischen Einmischung mit einem höheren Strafmaß und einer entsprechenden dauerhaften Belastung der kubanisch-spanischen Beziehungen. Im Gegensatz zur üblicherweise sehr kritischen Haltung der Volkspartei gegenüber dem Castro-Regime herrschte in der zweiten Jahreshälfte 2012 auffälliges Schweigen. Spaniens zweitgrößte Nachrichtenagentur Europa Press berichtete, Mitglieder der Parteiführung hätten zugegeben, die Bemühungen um Carromeros Rückführung verpflichteten sie zu einer „beschämenden Stille“ gegenüber Kuba. Der spanische Außenminister José Manuel García-Margallo, ein erklärter Gegner der unter dem sozialistischen Premierminister José Luis Rodríguez Zapatero verfolgten Politik der Öffnung gegenüber dem kubanischen Regime, äußerte sich zu Kuba während der Verhandlungen um Carromeros Ausreise auffällig versöhnlich. Der spanische Konsul in Havanna, der während Carromeros Prozess im Gerichtssaal anwesend sein durfte, hob anschließend vor der Presse sogar lobend hervor, der Prozess sei „korrekt“, „sauber“ und „vom Verfahren einwandfrei“ verlaufen. Nach Angaben von Carlos Payá sagte jedoch ein Vertreter der spanischen Botschaft in Havanna zu Ofelia Acevedo, die um Mithilfe bei der Aufklärung der Todesumstände ihres Mannes gebeten hatte, dass die Wahrheit bekannt würde, sobald Carromero das Land verlassen habe, und legte damit die Interpretation nahe, dass die bisherigen Angaben nicht der Wahrheit entsprachen und im Kontext des prioritären Ziels seiner frühestmöglichen Ausreise zu sehen waren.

#### Schweden und Aron Modig
Parallel zum Fall Carromero bemühte sich die schwedische Diplomatie um die Ausreise Aron Modigs. Die einzige öffentliche Äußerung des Außenministeriums erfolgte am 28. Juli, als der Ministeriumssprecher die Tatsache, dass Modig von den kubanischen Behörden seit dem Tag des tödlichen Vorfalls unter Arrest gestellt war, für ungerechtfertigt erklärte. Modig wurde am 30. Juli der schwedischen Botschaft in Havanna übergeben, nachdem er sich in zwei von den kubanischen Behörden veranstalteten Pressekonferenzen kubanischen und internationalen Journalisten präsentieren ließ, wobei er sein Bedauern über die illegale politische Betätigung ausdrückte. Während der Pressekonferenz wusste er keine Antwort auf die Frage, wie lange er noch an der Rückkehr in seine Heimat gehindert werden würde. Am 31. Juli durfte er Kuba verlassen.

### Nach der Verurteilung
Unmittelbar nach der Verurteilung Carromeros begannen Verhandlungen zwischen der kubanischen und der spanischen Regierung, in denen es um die baldmöglichste Rückkehr des Spaniers in sein Heimatland ging. Dabei kam als erste Möglichkeit eine Ausweisung in Frage, nach der Carromero Kuba mit einem befristeten Wiedereinreiseverbot, aber als freier Mann verlassen hätte. Abgesehen von der sehr unwahrscheinlichen Möglichkeit einer Begnadigung wurde diese Variante von der spanischen Regierung favorisiert, zumal im selben Jahr bereits ein anderer verurteilter Spanier von Kuba ausgewiesen worden war. Die zweite Möglichkeit bot ein seit 1998 zwischen beiden Ländern bestehendes Abkommen, das die Überstellung von verurteilten Straftätern ins jeweilige Heimatland zur dortigen Ableistung ihrer Reststrafe vorsieht. Mitte November 2012 machte die kubanische Regierung über den „Yohandry Fontana“ genannten Blog der Staatssicherheit ihre Bereitschaft öffentlich, Carromero den Rest seiner Strafe in Spanien verbüßen zu lassen. Dabei erinnerte sie an die von den kubanischen Behörden nicht wahrgenommene Möglichkeit, den Spanier wegen seiner politischen Aktivitäten während seiner als touristisch deklarierten Reise anzuklagen und zu bis zu zwanzig Jahren Haft zu verurteilen. Mitte Dezember 2012 gab die spanische Vizeregierungschefin Soraya Sáenz bekannt, dass als Ergebnis von Verhandlungen zwischen der spanischen und der kubanischen Regierung die Verlegung Carromeros nach Spanien zur weiteren Verbüßung seiner Haftstrafe im Heimatland vereinbart worden sei. Anschließend bestätigte die kubanische Regierung ihre Einwilligung. Vertreter der spanischen Volkspartei legten Wert auf die Feststellung, dass Spaniens Regierung für die Überstellung Carromeros keinerlei Gegenleistung gegeben habe. Seine Rückkehr sei vielmehr einem „diplomatischen Erfolg“ zu verdanken. Am Rande des CELAC-EU-Gipfeltreffens in Santiago de Chile dankte der spanische Außenminister García-Margallo Ende Januar 2013 seinem kubanischen Amtskollegen Bruno Rodríguez Parrilla persönlich für die erfolgreich ausgehandelte Überstellung Carromeros nach Spanien. Ende Februar 2013 sagte García-Margallo im Auswärtigen Ausschuss des Parlaments, die kubanische Regierung habe in den Verhandlungen um Carromero verlangt, Spanien solle sich für die Aufhebung der seit 1996 gültigen „Gemeinsamen Position“ der EU-Staaten gegenüber Kuba einsetzen, die eine engere Zusammenarbeit von Fortschritten in der Menschenrechtslage auf der Insel abhängig macht. Die spanische Regierung habe diese Forderung jedoch abgelehnt. Er wies in derselben Befragung kritische Fragen zu den von den Angehörigen Payás geäußerten Zweifel an der offiziellen kubanischen Darstellung der Todesumstände unter Verweis auf die offizielle Anerkennung der Legitimität der Verurteilung Carromeros ebenso zurück wie die Forderung nach einer unabhängigen Untersuchung. Er ließ die Nachfrage unbeantwortet, ob die spanische Regierung die Unfallversion teile, und warf der Opposition in diesem Zusammenhang vor, mit „unbegründeten“ Forderungen gegenwärtig laufende Verhandlungen der spanischen Diplomatie um die Rückführung vier weiterer in Kuba inhaftierter Spanier ernsthaft zu gefährden. Als Reaktion auf die wenige Tage später von Carromero veröffentlichte Version des Hergangs und der mit seiner Inhaftierung verbundenen Zwänge erklärte García-Margallo am 7. März 2013, wenn Carromero Beweise vorlägen, die gegen die Unfallversion sprächen, dann solle er sich mit diesen an die Justiz wenden. Die spanische Regierung sei jedenfalls nicht in Besitz von Beweisen, die gegen die in den offiziellen Dokumenten festgehaltene Version sprächen, die unter Mitwirkung Carromeros als Grundlage seiner mit Kuba vereinbarten Rückführung nach Spanien dienten.

### Berichte über Bedingungen für Carromeros Ausreise
Trotz der offiziellen Erklärungen der spanischen Seite gab es verschiedene Berichte über angeblich als Teil der vereinbarten Ausreise Carromeros eingegangene Verpflichtungen. Dabei wurde mehrfach behauptet, der kubanischen Regierung sei zugesichert worden, dass sich Carromero auch nach seiner Rückkehr nach Spanien nicht zu den offenen Fragen des Geschehens am 22. Juli äußern werde. Das spanische Nachrichtenportal Zoom News berichtete unter Berufung auf nicht benannte Teilnehmer an den kubanisch-spanischen Verhandlungen, das zugesicherte Schweigen, das auch Carromeros Familie und die als Empfänger der ersten SMS informierten Mitglieder der Volkspartei umfasse, sei die wichtigste Bedingung der kubanischen Seite gewesen. Außerdem habe Spanien einen Betrag von drei Millionen Dollar gezahlt. Nach ähnlicher Darstellung des Nachrichtenportals Neo Club Press – ebenfalls unter Berufung auf nicht identifizierte Quellen – sei es bei den Verhandlungen mit dem wesentlichen Ergebnis eines „Schweigepakts“ nicht ausschließlich um Carromero gegangen, sondern die spanische Seite sei zusätzlich mit Hinweisen auf mögliche Enteignungen zulasten der Volkspartei nahestehender spanischer Großinvestoren auf Kuba unter erheblichen Druck gesetzt worden. Auch Ofelia Acevedo, die Witwe Oswaldo Payás, äußerte kurz vor Carromeros Ausreise ihre Überzeugung, dass die kubanische mit der spanischen Regierung und Carromero dessen dauerhaftes Stillschweigen und das aller Beteiligten als Bedingung vereinbart habe.

## Rückkehr nach Spanien
Am 29. Dezember 2012 wurde Carromero von Havanna nach Madrid überstellt. Er reiste unter Bewachung durch spanische Polizisten in einem Linienflug gemeinsam mit einem weiteren in Kuba verurteilten spanischen Häftling, der sich im Gegensatz zu Carromero wegen eines Drogendelikts in Haft befand und bereits 4 von 18 Jahren Gefängnis hinter sich hatte. Rechtsexperten bestätigten in den Medien, dass Carromero für dasselbe Vergehen bei nachgewiesener Fahrlässigkeit angesichts nicht bestehender Vorstrafen in Spanien höchstens zu einer zur Bewährung ausgesetzten Strafe von ein bis zwei Jahren verurteilt worden wäre. Viele Kommentatoren äußerten den Verdacht, Carromero sei aufgrund seiner prominenten Parteizugehörigkeit in den Genuss einer bevorzugten Behandlung durch die spanischen Behörden gekommen. In einem am 2. Januar 2013 veröffentlichten Leitartikel kritisierte die Redaktion der Tageszeitung El País den intensiven Einsatz der Regierung für die Rückführung Carromeros, der vor seiner Reise nach Kuba „45 Verkehrsstrafen angehäuft hatte“, als „Ungleichbehandlung zulasten von 2240 Spaniern, die im Ausland Haftstrafen verbüßen“, ohne dabei allerdings das besondere Rückführungsabkommen mit Kuba oder die Umstände der ohne Vorsatz begangenen Straftat zu berücksichtigen.
Zunächst wurde Carromero im Gefängnis von Segovia bei Madrid in einer Einzelzelle untergebracht. Am 12. Januar durfte er die Haftanstalt erstmals für die Dauer des Wochenendes auf Hafturlaub verlassen. Anschließend wurde ihm auf Antrag gemäß der spanischen Strafvollzugsordnung der offene Vollzug gewährt, in dem er tagsüber seiner Erwerbsarbeit nachgehen kann und nur die Nächte zwischen Montag und Freitag in einer Resozialisierungseinrichtung verbringen muss. Carromero erfüllte zum Zeitpunkt seiner Überstellung bereits sämtliche Kriterien für den offenen Vollzug: Er besaß eine Arbeitsstelle und einen festen Wohnsitz (die beiden Eingliederungskriterien), außerdem erfüllte er die fünf gerichtlichen Kriterien: keine Gemeingefährlichkeit, keine Vorstrafen, keine nichterfüllten Vermögensansprüche, kein Widerspruch eines Opfers und kein Straftatvorsatz. Der spanische Generalstaatsanwalt bestätigte die Richtigkeit der Gewährung des offenen Vollzugs ausdrücklich. Der innenpolitische Sprecher der oppositionellen PSOE im Parlament kündigte dagegen die Einbestellung des Direktors der Strafvollzugsverwaltung an, der den Parlamentariern die Behandlung des Falles Carromero zu erläutern habe. Mitte Februar 2013 stimmte die Leitung seines Resozialisierungszentrums der Anbringung einer sogenannten elektronischen Fußfessel zu, mit der sein Aufenthaltsort ständig ermittelt werden kann und er nun auch die Nächte nicht mehr an einem vorgeschriebenen Ort verbringen muss. Nach Erlangung einer beantragten Sondergenehmigung seitens der spanischen Behörden verließ Carromero im Oktober 2014 für eine Woche Spanien, um sich in den USA unter anderem mit Kongressabgeordneten zu treffen und in einer Pressekonferenz sein Buch zu seinen Erfahrungen auf Kuba vorzustellen.

### Positionen innerhalb der spanischen Volkspartei
Carromeros Mutter, die ihn am 29. Dezember 2012 als erste in Segovia besuchen durfte, wurde von Esperanza Aguirre zum Gefängnis begleitet, die ihm ihre volle Unterstützung ausdrückte. Aguirre besuchte Carromero anschließend am 1. Januar und kündigte an, er werde sich äußern, sobald er „einen klaren Kopf“ habe, da es ihm aufgrund der Erfahrungen auf Kuba sehr schlecht gehe. Aguirre ist die einzige prominente Vertreterin der PP, die sich seit Carromeros Rückkehr nach Spanien sowohl für seine Begnadigung als auch für eine internationale Untersuchung zu den Todesumständen Payás und Ceperos einsetzt. Von der PP-geführten Regierung wurden Aguirres Vorstöße jedoch nicht aufgenommen. An Aguirres Seite nahm Carromero am 22. Januar erstmals seit seiner Rückkehr an einer öffentlichen Veranstaltung teil: einer Gedenkveranstaltung für einen von der baskischen Terrororganisation ETA 1995 ermordeten Politiker der Volkspartei.
Der Nuevas-Generaciones-Vorsitzende Casado erklärte nach seinem Besuch im Gefängnis von Segovia vom 3. Januar den versammelten Journalisten, dass Carromero „in jeder Demokratie freigesprochen“ worden wäre. Carromero selbst bestehe weiterhin auf seiner Unschuld. Carromero sei aufgrund des auf Kuba Erlebten noch „ziemlich verwirrt“. Auf Nachfrage sagte Casado, nicht er, sondern allein Carromero sei die Person, die berufen sei, die Frage zu beantworten, ob es sich bei den Vorfällen vom 22. Juli 2012 um einen politischen Fall handele, sobald er „seine Erinnerungen geordnet“ habe.

### Beziehungen zur Familie Payá
Nachdem er den NNGG-Vorsitzenden Casado bei dessen Besuch im Gefängnis von Segovia um die Telefonnummer Carlos Payás gebeten hatte, rief Carromero Payá am 7. Januar an, um über ihn auch den Angehörigen des am 22. Juli getöteten Politikers auf Kuba erstmals sein Beileid auszusprechen, woran ihn dort die kubanischen Behörden gehindert hatten. Dabei dankte er der Familie für ihre ihm gegenüber solidarische Haltung. Casado hatte Payá zunächst angekündigt, Carromero werde ihn persönlich zu einem Gespräch treffen, zu dem es jedoch nicht kam. Carlos Payá berichtete vor Journalisten von dem nur wenige Minuten langen Telefonat, dass Carromero nach seinem Eindruck „sehr vom kubanischen Gefängnis berührt“ sei, weswegen er dem Heimkehrer eine baldige Besserung wünsche, damit er „seine Gedanken ordnen“ könne. Die Familie Payá habe ihn nie gedrängt, über das Geschehene auszusagen, sondern hoffe, dass er sich zunächst vollständig erhole. Für sie sei Carromero „ein Held“, da er sich selbstlos in den Dienst der kubanischen Demokraten gestellt habe. Außerdem sei er nicht als Täter, sondern als Opfer zu betrachten. In einer Pressekonferenz am 28. Februar 2013 in Madrid berichtete die zwei Wochen zuvor aus Havanna angereiste Tochter Oswaldo Payás, Carromero habe ihr am 16. Februar in einem persönlichen Gespräch gesagt, dass das von ihm gesteuerte Auto von hinten gerammt und von der Fahrbahn gestoßen worden sei.

## Führerscheinentzug in Spanien
Aufgrund zweier seit 2009 erfolgten Regelverletzungen wegen Gefährdung der Verkehrssicherheit wurde Carromero im August 2012 die Fahrerlaubnis aberkannt – was erst im Oktober 2012 wirksam wurde. Das Verwaltungsverfahren zum Entzug des Führerscheins war im April 2012 eingeleitet worden. Erstens war er im August 2009 auf der Autobahn A3, auf der eine allgemeine Höchstgeschwindigkeit von 120 km/h gilt, mit 145 km/h gemessen worden. Nach einer damals in Spanien geltenden und erst 2011 abgeschafften Sonderregel durfte Carromero als Fahrer, der noch keine fünf Jahre im Besitz seines Führerscheins war, höchstens 90 km/h fahren. Zusätzlich zum für den späteren Entzug des Führerscheins relevanten Abzug von sechs von seinen insgesamt acht als Startguthaben verfügbaren Punkten musste er 520 Euro Bußgeld zahlen. Zweitens war er beim Telefonieren am Steuer mit einem Mobiltelefon ohne Freisprecheinrichtung ertappt worden, wofür ihm seine restlichen Punkte abgezogen wurden, was die Einleitung des Verwaltungsverfahrens zum Führerscheinentzug zur Folge hatte.

### Verbreitung der Behauptung vom notorischen Verkehrssünder
Obwohl kein Zusammenhang zum Führerscheinentzug besteht, waren auf das auf Carromeros Namen in Madrid zugelassene Fahrzeug vor der Kuba-Reise über 40 Ordnungswidrigkeiten wegen Falschparkens registriert. Diese Parktickets konnten außer von Carromero selbst auch von sein Auto ebenfalls nutzenden Personen wie seiner Mutter, seinen Schwestern oder Freunden verursacht worden sein. In zahlreichen Medienberichten nach dem Tod der beiden Kubaner und vor dem folgenden Strafprozess gegen Carromero in Bayamo wurde die Falschinformation verbreitet, er sei in Kuba ohne gültige Fahrerlaubnis Auto gefahren. Außerdem wurde von Journalisten führender Medien – darunter El País und El Mundo – behauptet, er habe die Punkte seines Führerscheins durch mehrfaches Fahren mit überhöhter Geschwindigkeit verloren. Auch die Erwähnung von „über 40 Verkehrsdelikten“ ohne erklärende Bezeichnung als Bußgelder wegen Falschparkens diente dazu, ein Bild eines verantwortungslosen Autofahrers zu zeichnen. Die irreführende Formulierung, dass Carromero „seit 2009 45 Verkehrsstrafen angehäuft“ habe, wiederholte El País noch Anfang Januar 2013 in einem Leitartikel im Namen der Redaktion als Argument zur Kritik am intensiven Einsatz der Regierung für seine schnelle Rückführung nach Spanien. Anfang August 2012, kurz nach dem Erscheinen der ersten Artikel in spanischen Medien, wandte sich Carromeros Mutter mit einem Offenen Brief an die Öffentlichkeit, in dem sie Zurückhaltung und Verantwortlichkeit im medialen Umgang mit ihrem Sohn forderte sowie klarstellte, dass ihr Sohn durchaus noch einen gültigen Führerschein besaß und dass er eine ehrliche und verantwortungsvolle Person sei, gegen die niemals in irgendwelchen Strafsachen ermittelt worden war. Durch die vorherrschende Berichterstattung verselbständigte sich jedoch die unbelegte These vom „waghalsigen Todesfahrer“, die sowohl von den kubanischen Behörden in den Medien und im Gerichtsverfahren vertreten wurde als auch in Spanien die kritischen Kommentare in Medien und sozialen Netzwerken auch nach Carromeros Rückkehr nach Madrid dominierte. Der Nuevas-Generaciones-Vorsitzende Casado berichtete von einem Besuch im Gefängnis von Segovia vom 3. Januar 2013, Carromero wolle eine Untersuchung verlangen, um versuchen zu klären, auf wen die Medienberichte zurückzuführen waren, die ihn als gefährlichen Autofahrer darstellten. Die Veröffentlichungen hätten ihm auf Kuba sehr geschadet, da die kubanischen Behörden nach Erhalt der verzerrt dargestellten Angaben ihre Haltung ihm gegenüber verändert und sie die Berichte ausgenutzt hätten, um ihn als waghalsigen und verantwortungslosen Autofahrer zu präsentieren.

## Veröffentlichungen
- Muerte bajo sospecha. Oberón, Madrid 2014, ISBN 978-84-415-3529-9 (spanisch)